# БТ-7А
БТ-7А («артилерійський») — одна з модифікацій радянського танка БТ-7. Являла собою танк артилерійської підтримки, озброєний 76-мм гарматою КТ у башті збільшених розмірів.

## Історія
Паралельно з основною модифікацією випускалися артилерійські танки БТ-7А з баштою збільшеного розміру з 76-мм гарматою зразка 1927/32 років (КТ) і трьома кулеметами ДТ, один з яких розташовувався в кульовій установці праворуч від гармати, другий — в дверцятах ніші і третій — в зенітній турельній установці П-40. Боєкомплект танка складався з 50 пострілів і 40 у танка з радіостанцією, 3339 патронів. У дослідному порядку на БТ-7А встановлювалися 76-мм гармати Л-10 та Ф-32. Всього було випущено 154 танка БТ-7А.

## Конструкція
У зв'язку з установкою башти Т-26-4 з 76-мм гарматою, в корпус танка були внесені деякі зміни: збільшено діаметр отвору в підбаштовому листі, зрізані кути ковпаків над радіатором та змінено кріплення сіток ковпаків; сховані в даху регулювальні стакани першої пари опорних котків; змінена укладка боєприпасів в корпусі. Башта Т-26-44 — зварна, мала форму циліндра з овальною нішею ззаду. Її корпус складався з двох напівкруглих листів (переднього та заднього), даху і ніші. Обидва напівкруглих листа зварювалися встик один з одним. Стики листів із зовнішнього боку захищалися броньовими накладками. Передній лист мав великий прямокутний отвір для установки гармати, дві оглядові щілини і два круглих отвори для стрільби з револьвера. З правого боку отвору для гармати був уварений циліндр, в денце якого встановлювалося яблуко для кулемета. У середній частині даху башти знаходився великий прямокутний люк, що призначався для посадки екіпажу. Вузькою планкою він поділявся на дві частини, які закривалися зверху кришками. У баштах з зенітною установкою замість правої кришки розміщувалася її основа та поворотний круг. У передній частині даху перебували чотири круглих отвори: справа попереду — для командирської панорами, ліворуч ззаду — для прапорцевої сигналізації, в центрі, над казенною частиною гармати — для вентилятора та ліворуч — для перископічного прицілу. У задній частині башти був отвір для установки антени.

## Варіанти

### Серійні
- БТ-7А — основний серійний варіант.
- БТ-7АРТ — варіант з радіостанцією 71-ТК-3. Випущено 11 машин.

### Дослідні
У дослідному порядку на танк встановлювали гармати Л-10 (1937) і Ф-32 (1939).

## БТ-7А в комп'ютерній та ігровій індустрії
БТ-7А можна побачити в наступних іграх:
- У серії ігор «У тилу ворога».
- У грі «Close Combat III: The Russian Front[en]» та її рімейку «Close Combat: Cross of Iron[en]».
- У грі «Мистецтво війни. Друга світова».
- У грі «Talvisota: Icy Hell[en]».